# Gloucester (Massachusetts)
Gloucester ist eine Stadt im Essex County im US-Bundesstaat Massachusetts. Das U.S. Census Bureau hat bei der Volkszählung 2020 eine Einwohnerzahl von 29.729 ermittelt.
Die Stadt ist ein wichtiges Zentrum der Fischereiindustrie und beliebter Sommerort. Das Stadtzentrum liegt entlang der Nordseite des Hafens, darum gruppieren sich die Viertel Annisquam, Bay View, Lanesville, Folly Cove, Magnolia, Riverdale, East Gloucester und West Gloucester.

## Geschichte
Gloucester wurde 1623 auf Betreiben des Council for New England besiedelt und erhielt 1642 das Stadtrecht in der Massachusetts Bay Colony.
Ursprünglich gehörte zu Gloucester auch die Kleinstadt Rockport nördlich von Gloucester auf Cape Ann, die in einer Gegend liegt, die als Sandy Bay bekannt ist. Formell hat sich Rockport am 27. Februar 1840 abgespalten. 1873 erhielt Gloucester ein weiteres Mal das Stadtrecht.
Der Ort gilt als Entstehungsort eines speziellen Segelschifftyps, des Gaffelschoners.
Im Oktober 1991 erzeugte eine seltene Kombination aus verschiedenen meteorologischen Faktoren einen ungewöhnlich starken Sturm vor der Küste Neuenglands. Dieser ging als „storm of the century“ („Sturm des Jahrhunderts“) in die Geschichte der Region ein. In diesem Sturm versuchte ein Fischerboot aus Gloucester, die Andrea Gail, wieder in den Heimathafen zu gelangen, sank jedoch. Das Ereignis inspirierte Sebastian Junger zu seinem Buch The Perfect Storm. Dieses Buch ist Grundlage für Wolfgang Petersens Film Der Sturm aus dem Jahre 2000.
Im Frühsommer 2008 erregte Gloucester durch einen angeblichen „Schwangerschaftspakt“ Aufmerksamkeit. Eine Gruppe Schülerinnen war laut Medienangaben einen Pakt eingegangen gemeinsam schwanger zu werden, um ihre Kinder gemeinsam aufzuziehen. Insgesamt 17 junge Frauen, alle unter 16 Jahre, erwarteten ein Kind, während sonst im Schnitt vier Schwangerschaften im Jahr bekannt wurden. Auf diesem Ereignis beruhen der 2011 erschienene Film 17 Mädchen und der ein Jahr zuvor erschienene Film The Pregnancy Pact. Der „Schwangerschaftpakt“ ist jedoch eine Erfindung der Medien. Eine der schwangeren Schülerinnen sagte in der Fernsehshow „Good Morning America“: „Es gab definitiv keinen Schwangerschaftspakt. Was es gab, war eine Gruppe von bereits schwangeren Schülerinnen, die entschieden hatten, sich gegenseitig zu helfen, gemeinsam die High School abzuschließen und die Kinder zusammen aufzuziehen.“

## Söhne und Töchter der Stadt
- Sylvester Ahola (1902–1995), Jazztrompeter
- Benjamin Anastas (* 1969), Schriftsteller
- Roger Babson (1875–1967), Statistiker, Wirtschafts- und Börsenprognostiker und Autor
- David Brown, Rockmusiker
- George Elmer Browne (1871–1946), Maler und Grafiker
- Timothy Davis (1821–1888), Politiker
- Edward D. Easton (1856–1915), Pionier der phonographischen Industrie
- James Elliot (1775–1839), Politiker
- Joseph Garland (1893–1973), Kardiologe
- William Gates (1788–1868), Brigadegeneral der United States Army
- Evan Hayes (* 1978), Filmproduzent
- Leland Hobbs (1892–1966), Generalmajor
- Fitz Hugh Lane (1804–1865), Maler und Lithograph
- Shawn Milne (* 1981), Radrennfahrer
- Herb Pomeroy (1930–2007), Jazztrompeter
- Jessie Ralph (1864–1944), Schauspielerin
- Winthrop Sargent (1753–1820), Gouverneur des Mississippi-Territoriums (1798–1801)
- Judith Sargent Murray (1751–1820), Autorin und Frauenrechtlerin
- Benjamin A. Smith (1916–1991), Politiker
- Josiah Edward Spurr (1870–1950), Geologe
- Samuel Paul Welles (1907–1997), Paläontologe
- Edwin Percy Whipple (1819–1886), Schriftsteller
- William Winter (1836–1917), Schriftsteller und Literaturkritiker